# Рудно (Вармінсько-Мазурське воєводство)
Рудно (пол. Rudno, нім. Rauden) — село в Польщі, у гміні Оструда Острудського повіту Вармінсько-Мазурського воєводства.
Населення — 148 осіб (2011).

## Демографія
Демографічна структура станом на 31 березня 2011 року:
|          | Загалом | Допрацездатний вік | Працездатний вік | Постпрацездатний вік |
| -------- | ------- | ------------------ | ---------------- | -------------------- |
| Чоловіки | 76      | 18                 | 52               | 6                    |
| Жінки    | 72      | 17                 | 45               | 10                   |
| Разом    | 148     | 35                 | 97               | 16                   |